# Omma stanleyi
Omma stanleyi (лат.) — вид жуков из семейства Ommatidae. Единственный не вымерший вид в роде Omma (три других в 2020 году были перенесены в род Beutelius).
Эндемики Австралии. Omma stanleyi прочно ассоциируются с древесиной, их можно найти под корой эвкалипта. При беспокойстве демонстрируют танатоз. Их личиночная стадия и многие другие подробности жизни неизвестны из-за редкости этих жуков. Самцы обычно имеют длину 14-20 мм, а самки — 14.4-27.5 мм. Omma stanleyi встречается по всей восточной Австралии от Виктории до центрального Квинсленда.